# 마이클 레이너
마이클 레이너(Michael Raynor, 1961년 1월 1일 ~ )는 미국의 영화 감독, 배우, 텔레비전 배우이다.
퀸스에서 태어났다.

## 영화
- 애드버킷 (2013년)
- 컴퍼니 맨 (2007년)
- 레일즈 앤드 타이즈 (2007년)
- 트리플 (2000년)
- 인베스티게이터 (1999년)
- 벨라 마피아 (1997년)
- 핸드 건 (1994년)
- FBI 기동 타격대 8 (1994년)